# باتريسيا مامونا
باتريسيا مامونا (مواليد 21 نوفمبر 1988) هي لاعبة قفز ثلاثي برتغالية من أصل أنغولي،فازت بفضية أولمبياد 2020.